# APT
Az APT Nicole chilei énekes ötödik stúdióalbuma. 2006. július 19-én jelent meg, új kiadása 2007. november 23-án.

## Az album dalai
| #  | Cím                                   | Szerzők                            | Hossz |
| -- | ------------------------------------- | ---------------------------------- | ----- |
| 1  | Si vienes por mí                      | Nicole, James Frazier, Julio Osses | 3:17  |
| 2  | Culpables                             | Nicole, Martin Chan                | 4:17  |
| 3  | Bipolar                               | Nicole, James Frazier              | 2:40  |
| 4  | La última vez                         | Nicole, James Frazier              | 3:21  |
| 5  | No me confundas                       | Nicole, James Frazier              | 3:31  |
| 6  | 1-800-Nasty-Show                      | Nicole, James Frazier              | 3:18  |
| 7  | Veneno                                | Nicole, James Frazier              | 2:55  |
| 8  | Trapped in time                       | Nicole, Martin Chan                | 3:40  |
| 9  | El camino                             | Leonardo García                    | 3:23  |
| 10 | Rapture                               | Deborah Harry, Chris Stein         | 4:22  |
| 11 | Veneno (portugál változat)            | Nicole, James Frazier              | 2:55  |
| 12 | Lágrimas de sal (akusztikus változat) |                                    | 4:13  |

## Külső hivatkozások
- www.discogs.com (angolul)